# Vyhlídka (rozhledna)
Vyhlídka byla dřevěná rozhledna u Borových Lad, nacházela se na severovýchodním svahu kopce Vyhlídka (1068 m).

## Historie
Rozhledna byla postavena v roce 1996. Investorem a zadavatelem byla Správa Národního parku Šumava, stavbu provedla firma Projektcentrum Vimperk. Celkové náklady činily 275 tisíc Kč. Rozhledna byla v prosinci 2016 demontována pro havarijní stav.

## Technické parametry
Rozhledna měla dřevěnou dvoupatrovou konstrukci. Zastřešená vyhlídková plošina byla ve výšce 7 metrů, celková výška byla 10 metrů. Na vyhlídkovou plošinu vedlo 14 schodů.

## Výhledy

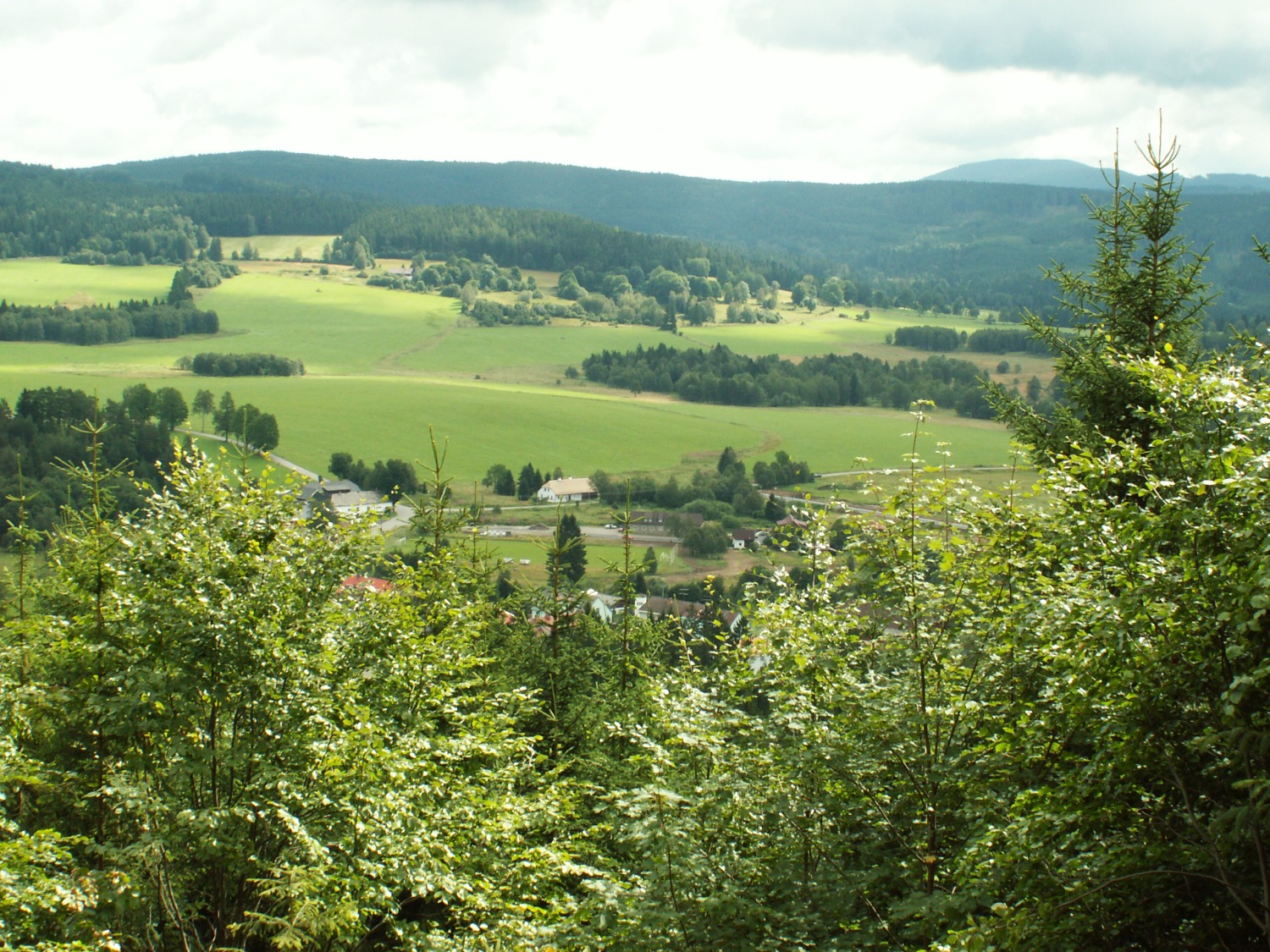
Pohled z rozhledny Vyhlídka na Světlou horu a Boubín (2005)

Vzhledem k umístění rozhledny ve svahu byl výhled možný pouze na sever a na východ. Rozhledna byla zbudována kvůli pohledu na údolí tří slatí (Chalupské, Novosvětské a Pasecké) a na obec Borová Lada. Do několika let po vybudování rozhledny však okolní smrky výhled zakryly a ten musel být v roce 2005 obnoven vykácením blízkých stromů. Od severu na východ byly viditelné kopce Kamenná, Světlá hora, Boubín, obec Borová Lada. Výhled byl však opět postupně omezován rostoucí vegetací.

## Přístup
Vyhlídka se nacházela na naučné stezce „Borová Lada-Les“ tvořící 4 km dlouhý okruh z Borových Lad. Věž byla volně přístupná.